# Shanahan Sanitoa
Shanahan Sakofalefatu Sanitoa (26. července 1989 Orange, Kalifornie) je atlet, reprezentant Americké Samoy v běhu na 100 metrů. Na olympijských hrách v Pekingu v roce 2008 zaběhl čas 12.6 s a nepostoupil z rozběhu.